# François Sonkin
François Sonkin, pseudonyme de Roland Franc Sonkin, né le 14 juillet 1922 à Paris et mort le 24 décembre 2010 à Mont-Saint-Aignan, est un médecin et écrivain français.

## Biographie
Roland Sonkin a pour profession principale la médecine, spécialité gynécologie. Sous le pseudonyme littéraire de François Sonkin, il publie à partir de 1964 plusieurs romans, dont Les Gendres (1971), qui remporte le prix Roger-Nimier et Un amour de père (1978) auquel est décerné le prix Femina.

## Œuvre

### Romans
- 1964 : La Dame
- 1965 : Admirable
- 1967 : Le Mief
- 1971 : Les Gendres – prix Roger-Nimier
- 1978 : Un amour de père – prix Femina
- 1990 : Un homme singulier et ordinaire

### Recueil de nouvelles
- 1981 : Le Petit Violon